# Vũ Quang Chính
Vũ Quang Chính – wietnamski zapaśnik w stylu wolnym.
Srebrny medalista igrzysk Azji Południowo-Wschodniej z 1997 roku.